# Техаська сліпа саламандра
Техаська сліпа саламандра (Eurycea rathbuni) — вид земноводних з роду Струмкова саламандра родини Безлегеневі саламандри. Інша назва «саламандра Ратбуна» (на честь американського вченого Річарда Ратбуна).

## Опис
Загальна довжина досягає 8—13,5 см. Це неотенічна личинка, яка втратила здатність до метаморфози. Голова подовжена та пласка з лопатоподібною мордою. Має також перисті зябра, що зберігаються протягом усього життя. Очі сильно редуковані, затягнуті шкірою. Тулуб щільний з 12 реберними щілинами. Кінцівки довгі, передні — з 4 пальцями, задні — з 5. Хвіст стиснутий з боків, звужується до кінця. Забарвлення шкірі біле, майже без будь-якого пігменту. Зябра червоного кольору.
Напівпрозоре тіло з надзвичайно тонкими ногами і велика голова надають цьому земноводному вигляд якоїсь неземної істоти — «привиду».

## Спосіб життя
Зустрічається в артезіанських колодязях і глибоких печерах. Веде водний спосіб життя. Активна лише у темряві. Живиться слимаками, крабами та іншими безхребетними.
Самиця відкладає у воду до 15 яєць. Парування та розмноження відбувається протягом року. Самиці самі шукають самців. Останні залишають на каміння свої сперматофори, які самиці втягують до своєї клоаки.

## Розповсюдження
Мешкає у центральному Техасі (США).